# Strymon rhaptos
Strymon rhaptos är en fjärilsart som beskrevs av Johnson, Eisele och Enrique Macpherson 1989. Strymon rhaptos ingår i släktet Strymon och familjen juvelvingar. Inga underarter finns listade i Catalogue of Life.